# Malasingenahalli, Holalkere
Malasingenahalli là một làng thuộc tehsil Holalkere, huyện Chitradurga, bang Karnataka, Ấn Độ.